# کالمر لاین
کالمر لاین (استونیایی: Kalmer Lain؛ زادهٔ ۷ ژوئن ۱۹۶۸) سیاستمدار و نماینده سابق مجلس اهل استونی است.